# La Esperantisto

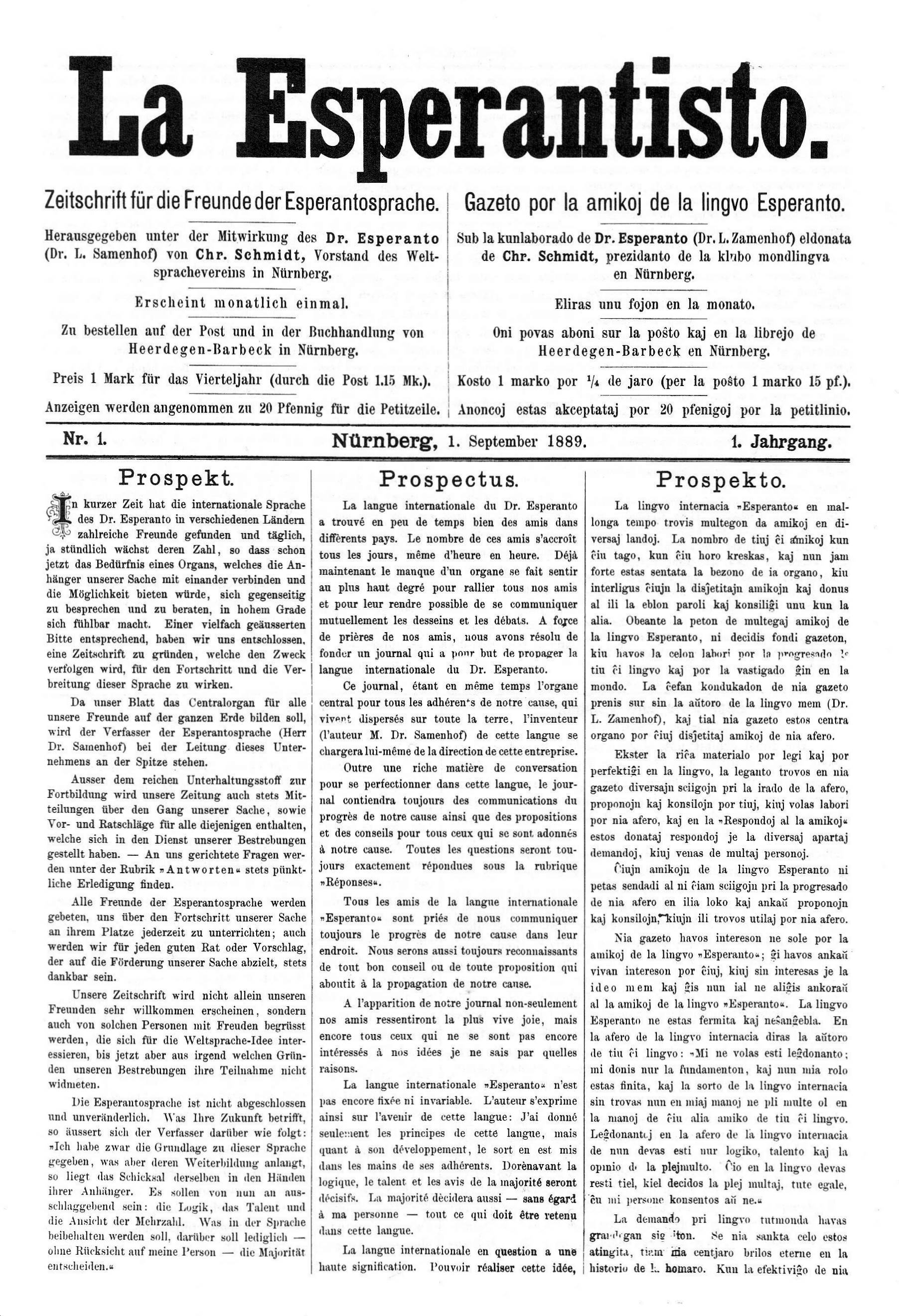
Erste Ausgabe des Esperantisto, September 1889

La Esperantisto (Der Esperantist) hieß die erste Esperanto-Zeitschrift; sie erschien von September 1889 bis Juni 1895. Sie ist die wichtigste Quelle zur frühen Geschichte des Esperanto.

## Gründung und Geschichte
Die Zeitschrift wurde von der Nürnberger Esperanto-Gruppe herausgegeben und anfangs auch zusammengestellt. Dem Sprachgründer Ludwik Lejzer Zamenhof war es nicht gelungen, die Druckerlaubnis für eine Zeitschrift in seinem Wohnort Warschau zu erhalten. Ab Oktober 1890 übernahm Zamenhof selbst die Redaktion der Zeitschrift. Alle Exemplare wurden im W. Tümmels Verlag in Nürnberg gedruckt.
Im Februar 1895 enthielt die Zeitschrift einen übersetzten Artikel von Lew Tolstoi. Dieser Artikel mit dem Titel „Vernunft und Glaube“ veranlasste die Zensur des zaristischen Russlands, ein Einfuhrverbot für die Zeitschrift zu verhängen. Damit verlor La Esperantisto 75 Prozent seiner monatlichen 600 Abonnenten und musste kurz darauf sein Erscheinen einstellen. Lew Tolstoi versuchte vergeblich gegen die Zensur zu intervenieren. Auch der Vorschlag, alle Texte mit paralleler russischer Übersetzung zu bringen, half nicht.

## Weiterer Verlauf und Bedeutung
Nachfolgerin des Esperantisto wurde die „Lingvo Internacia“, die ab Dezember 1895 von der Esperanto-Gruppe Uppsala herausgegeben wurde. Um 1900 erreichte Esperanto verstärkt auch Westeuropa, was die eigentliche Gründerphase der heutigen Esperanto-Bewegung einleitet.
Anhand des Esperantisto sind die wichtigsten Entwicklungen der jungen Esperanto-Sprachgemeinschaft nachzuvollziehen, wie der „Putschversuch“ der Nürnberger 1890 oder die Reformdebatte mit der Abstimmung von 1894.